# Калужский, Михаил Владимирович (журналист)
Михаил Владимирович Калужский (род. 1 сентября 1967, Новосибирск) — российский журналист, драматург и писатель. Бывший руководитель театральной программы Сахаровского центра, работал в значительном количестве российских СМИ, публиковался за рубежом. Активный сторонник ЛГБТ-движения. Эксперт премии Редколлегия (премия). Автор и ведущий подкаста о политическом и документальном театре «Закати сцену». Преподаватель Свободного университета .

## Биография
Родился 1 сентября 1967 в Новосибирске. В 1992 году закончил отделение филологии гуманитарного факультета Новосибирского государственного университета, с 2001 года — в Москве. Был редактором отделов культуры в газете «Новая Сибирь» (Новосибирск) и журнале «Русский репортёр», работал в журналах «Сноб», «Афиша», «Большой город», «Эксперт» и «Новая Европа», публиковался во многих изданиях в России и за рубежом («Вокруг света», «Букник», Jewish.ru, Colta.ru, PublicPost.ru, Psychologies, «Отечественные записки», OstEuropa, Toronto Slavic Quarterly и др.). В 2009—2012 — куратор документальной программы Театра им. Йозефа Бойса, в 2012 — куратор (вместе с Павлом Рудневым и Георгом Жено) международной театральной лаборатории «Разрушая границы. Документальный театр и меньшинства». С 2012 — руководитель театральной программы Сахаровского центра. Также в 2012 году Михаил Калужский принял участие в серии событий, посвящённых политике и протестам в современной России, прошедших на базе Кембриджского университета. В 2014 году принял участие в серии семинаров, посвящённых драме и театру в России и на Украине, проходивших на базе Оксфордского университета, в колледже Вольфсона. C 2014 года живёт в Израиле, с 2015 в Берлине.

## Общественная деятельность
Михаил Калужский был инициатором нескольких гражданских кампаний: в 2007 — акции «Штраф за свободу» (сбор денег на уплату штрафа, к которому Таганский суд Москвы приговорил организаторов выставки «Запретное искусство — 2006» Андрея Ерофеева и Юрия Самодурова); в 2011 — кампанию «Прекратите издавать сталинистские книги». В 2014 подписал открытое письмо «Не прогибаться. Не поддаваться лжи»; одним из первых заявил о бойкоте Международного Московского книжного фестиваля в знак протеста против вмешательства Министерства культуры в программу фестиваля. Летом 2014 окружная избирательная комиссия признала Калужского «несуществующим», после того, как он оставил подпись в поддержку регистрации Ольги Романовой в кандидаты на выборах в Московскую городскую Думу. Михаил Калужский был ведущим публичных дебатов в Сахаровском центре. 5 марта 2022 подписал инициированное Дмитрием Кузьминым письмо представителей русской культуры, «К нашим украинским коллегам» с осуждением российской агрессии против Украины .

## Основные работы в театре
- 2008 — «Общество анонимных художников» (Театр им. Йозефа Бойса/Театр.doc) — автор (вместе с Георгом Жено, Ниной Беленицкой, Верой Полозковой и Арманом Бекеновым) и ведущий (вместе с Верой Полозковой и Арманом Бекеновым)[29][30]
- 2010 — «Груз молчания» (Театр им. Йозефа Бойса/Сахаровский центр) — автор пьесы (по книге Дана Бар-Она «Legacy of Silence»), режиссёр, исполнитель[31][32][33][34]
- 2011 — «Я Анна и Хельга» (Театр им. Йозефа Бойса/Сахаровский центр) — драматург[35]
- 2012 — «Кризис» (Театр им. Йозефа Бойса/Hebbel-am-Ufer/Berlin Biennale for Contemporary Art) — автор и исполнитель (совместно с Георгом Жено и Арманом Бекеновым)[36]
- 2012 — «Второй акт. Внуки» (Сахаровский центр) — драматург и режиссёр (совместно с Александрой Поливановой)[37][38][39][40]
- 2013 — «Московские процессы» (International Institute for Political Murder/Сахаровский центр) — исполнитель[41][42][43][44]
- 2014 — «90 патронов моего деда» (Сахаровский центр) — драматург, режиссёр[45]
- 2016 — «Восстание» (Томский ТЮЗ/Томский краеведческий музей) — драматург[46][47]
- 2016 — «Похороны Сталина» (Гоголь-центр) — драматург[48]
- 2017 — «Like It, Fake It» (Helsinki International Artist Programme/ фестиваль URB-17)[49][50]
- 2019 — «Unter Trollen» (Vajswerk Recherche Theater Berlin) — драматург[51]
- 2021 — «A Few Ways To Lose A Friendship» (Katlz, Рига/ДАХ, Киев/театр "Маленький", Тель-Авив/театр «Иван Радоев», Плевен) — драматург[52]
- 2022 — «Nürnberger Prozess: Politisches Karaoke» (Panda Platforma, Berlin) — драматург, исполнитель[53]
- 2023 — «Museum of Uncounted Voices» (HAU, Берлин/Wiener Festwochen) — исследователь[54]

## Книги
- «Репрессированная музыка» (Классика-XXI, 2007)[55]— автор[56][57][58][59]
- Алекс Росс, «Дальше — шум. Слушая XX век»[60] (Corpus, 2012) — переводчик (совместно с Анной Гиндиной)[61][62][63]
- «Пермская художественная галерея. Музейный гид» (Фонд Потанина, 2013) — автор[64]
- «Grandchildren. The Second Act» [65] (Sputnik Publications, 2014) — автор, совместно с Александрой Поливановой [66]
- «Несколько историй» [67] (издательство книжного магазина «Бабель», 2024) —  автор[68] [69] [70]